# 垂丝卫矛
垂丝卫矛（学名：Euonymus oxyphyllus）是卫矛科卫矛属的植物。分布在朝鲜、台湾岛、日本以及中国大陆的安徽、湖北、辽宁、江西、浙江、山东等地，生长于海拔200米至1,800米的地区，一般生长在山坡地杂木林内，目前尚未由人工引种栽培。